# US Fermiers d'Agnibilékrou
La sélection de L'US Fermiers d'Agnibilékrou est un club de football ivoirien fondé en 2004. IL  évolue en  Ligue 2 dans  le championnat ivoirien de football. 
Date de Création 2004
Président Abou Moussa
Manager Koné Amadou
Entraîneur Sandwigui Boukari
championnat ligue 2 professionnel
Ville ou pays représentés Agnibilékrou/Cote D'ivoire 

## Histoire
Le club  US Fermiers, appelé à la base FC Agnibilekrou, est une idée de plusieurs agriculteurs tous aussi fans du football moderne. À la suite d'une réunion, ils ont pris la décision de prendre l'équipe en main ; ainsi donc est née le 7 juin 1964 US Fermiers, en d'autres termes Unions des fermiers d'Agnibilékrou.

## Joueurs
- Acka Kouadio
- Karamoko Sékou
- Anon Ahui Guy